# Josip Predavec
Josip Predavec (Rugvica, 1884. július 2. – Dugo Selo, 1933. július 14.) horvát történész, agronómus, politikus volt. A horvát parasztság felvilágosítója.

## Élete
Josip Predavec 1884-ben született Rugvicában. Szülei, Janko Predavec és Jaga Vlahović szegényparasztok voltak. Tanulmányait az Eduard Jelačić földbirtokos által alapított Tehetségesek Neveléséért Alapítvány támogatásával végezte. A zágrábi klasszikus középiskola elvégzése után a csehországi Tabor városba ment, ahol a Közgazdasági Akadémián szerzett diplomát. Az iskola befejezése után Predavec több mint fél évet töltött üzleti utakon Krajnában, Stájerországban, Csehországban és Morvaországban, majd néhány hétre Dániába ment. Az első világháborúig tartó idő gazdasági és politikai munkával telt, szövetkezeti tanfolyamokat alapított, a Gorski kotarban az állattenyésztés és a tejtermelés megszervezését végezte. Az első világháború idején honvédtisztként először Szerbiában, majd Galíciában volt a harctéren, majd amikor másodszor is megsebesült, Szerbiába osztották be gazdasági szakértőnek. Szerbiai tartózkodása és tevékenysége során igyekezett megőrizni a Szerb Mezőgazdasági Társaság Könyvtárát, gazdasági tanfolyamokat tartott a smederevo járásbeli vidéki fiataloknak, felújította az óvodákat és kezelte az iskola vagyonát. A háború után visszatért szülőföldjére, Dugo Selóba, ahol már a háború előtt házat vásárolt, és inkább a politikának szentelte idejét és tevékenyen bekapcsolódott az akkori Horvát Népi Parasztpárt (HPSS) munkájába.
1933. július 14-én, nagyon gyanús körülmények között, és a belgrádi rezsim támogatásának erős gyanújával, Dugo Selo-i háza előtt ölte meg a szerb barát nacionalista és terrorista, a Dugo Selo-i Tomo Koščec.
A zágrábi Mirogoj temető árkádsorában, a parasztpárti vezetők közös sírjába temették el, ahol az 1928-as belgrádi parlamenti merénylet áldozataival, Stjepan Radićcsal, Pavle Radićcsal és Đuro Basaričekkel együtt nyugszik.

## Politikai tevékenysége

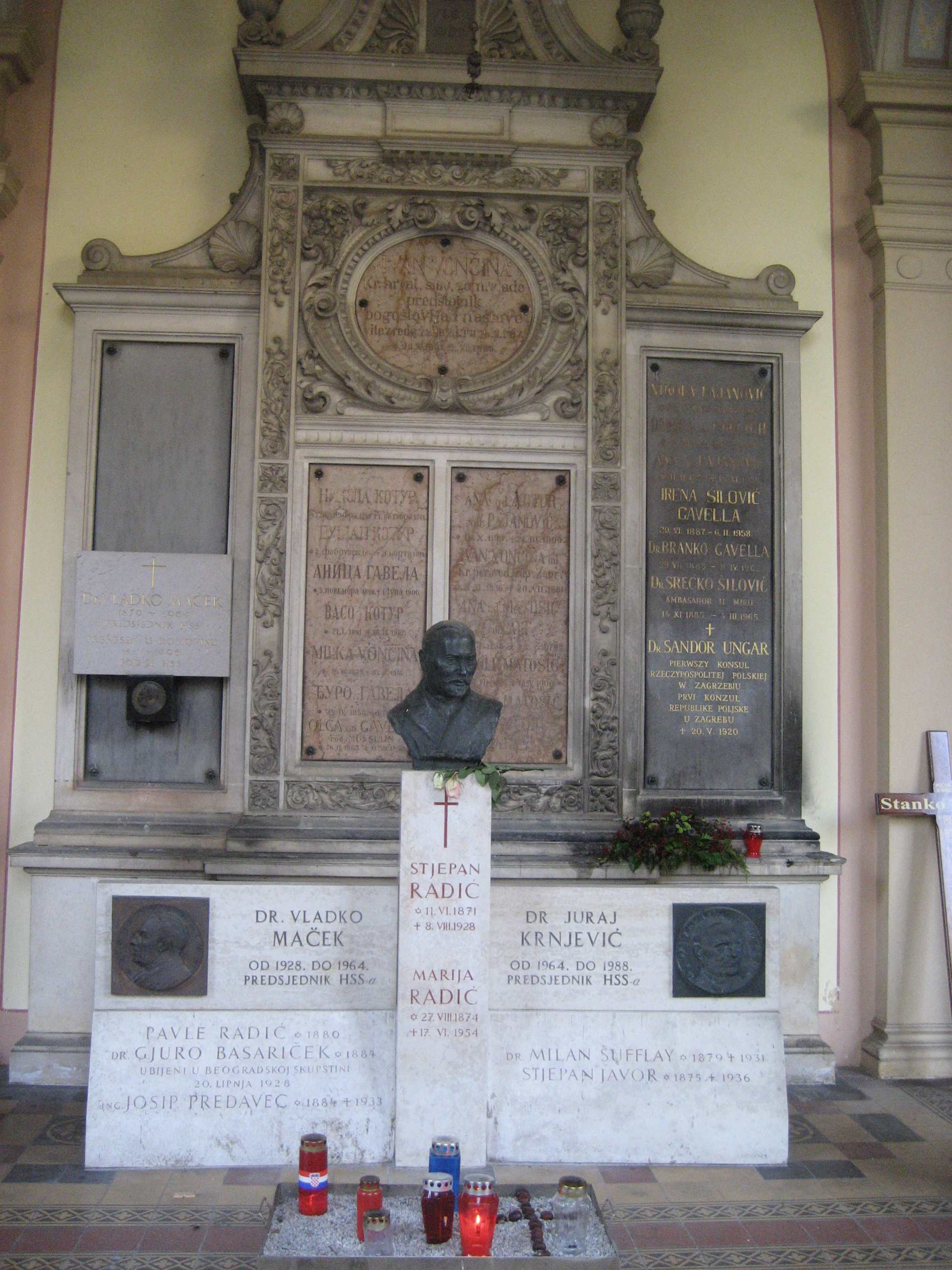
Stjepan Radić, Đuro Basariček, Pavle Radić és parasztpárti vezetőtársaik közös sírja a zágrábi Mirogoj temetőben

Predavec a HPSS egyik társalapítója volt, majd a párt alelnöke lett. Az első világháború után aktívan együttműködött a Radić testvérekkel, részt vett a paraszt gazdasági szervezetek (Hrvatski seljački dom, Glavna zadruga hrvatskih seljačkih gospodarskih zadruga, Hrvatska seljačka zadružna banka, Osiguravajuća zadruga "Providnost") alapításában és irányításában. 1919-ben a Horvát Népi Parasztpárt titkára, majd alelnöke lett.
1925-ben, január 2-án, miután I. Sándor jugoszláv király január 1-jén aláírta a HSS elleni „Obznana” rendeletet, a HRSS vezetőségével, Vladimir Mačekkel, Juraj Krnjevićcsel, August Košutićcsal és Stjepan Košutićcsal együtt letartóztatták, A HSS és a Népi Radikális Párt (NRS) megállapodása alapján, valamint a Radikális-Radić-kormány megalakulása után ugyanezen év július 18-án szabadultak a börtönből.
1929. december 10-én letartóztatták azzal a váddal, hogy bűnös volt a Seljačka zadružna banka csődjében, majd 1930. június 7-én egy színjáték eljárás során két és fél év börtönre és három év közügyektől eltiltással, valamint ötezer dinár pénzbírsággal büntették a büntetés-végrehajtási intézetek létesítésére szolgáló alap javára. A per során fő védője Mirko Košutić volt, további védői pedig Ivan Pernar, Matej Mintas, Radivoj Walter, Ivan Pobor, Žiga Scholl, Mile Budak és mások voltak.
A Predavec ügyében hozott ítélet kapcsán Maček megjegyezte: „Predavec esete mutatja a legjobban, hogy a rezsim milyen mértékben tudta korrumpálni a horvátországi igazságszolgáltatást. A vizsgálóbíró, akinek a kezében volt Predavec ügye, hosszas nyomozás után arra a következtetésre jutott, hogy nem Predavec volt a hibás a Seljačke banka összeomlásában, ezért a tanács elé terjesztette a Predavec elleni eljárás felfüggesztésére és azonnali szabadlábra helyezésére vonatkozó javaslatot. A zágrábi tanács elnöke ezután elvette a pert ettől a becsületes bírótól és olyan bírói tanácsot állított össze, amely elítélte Predavecet.”
A bírósági eljárás után Predavecet Lepoglavába vitték a büntetés letöltésére, és büntetése idején még két alkalommal ítélték el. 1930. szeptember 8-án a zágrábi Bíróság elé állították azzal a váddal, hogy 1929 februárjában kijelentette, hogy a királynak nem kellett volna feloszlatnia a nemzetgyűlést, és további két hónapra ítélték. Másodszor ügyvédjével, Mirko Košutićcsal együtt a belovári bíróság elé állították a bíróság megsértésének vádjával, és további 14 nap börtönbüntetésre és pénzbüntetésre, míg Mirko Košutićot egy hónap börtön és pénzbüntetésre ítélték.
1932 novemberében a zágrábi pontok egyik aláírója volt.
Miután 1933. április 29-én Vladimir Mačeket a belgrádi Államvédelmi Bíróság 3 év börtönbüntetésre ítélte, Josip Predavec vette át a HSS vezetését, amelyben Maček és Ante Trumbić segítették.

## Művei
- Gospodarstvo, prosvjeta, politika, Zagreb, 1907. (társszerzők Franjo Novljan és Stjepan Radić)
- Pučka prosvjeta u Danskoj, Zagreb, 1909.
- O narodnom gospodarstvu, Zagreb, 1909.
- Federalizam naše carevine i narodno oslobodjenje, Zagreb, 1910. (társszerzők Stjepan Radić és Antun Radić)
- Gospodarski zakoni i naredbe u hrvatskim i drugim slavenskim zemljama, 1912.
- Agrarizam kao svjetski pokret i glavne seljačke gospodarske potrebe u Hrvatskoj. Svezak I., Knjižnica gospodarskoga preporoda. Skupina I. Agrarna politika u znanosti i životu. Zagreb, 1912.
- Prevara i politika, Zagreb, 1929.

### Posztumusz
- Selo i seljaci, Zagreb, 1934. (társszerző és kiadó: Božidar Murgić.)

## Fordítás
Ez a szócikk részben vagy egészben  a   Josip Predavec című horvát Wikipédia-szócikk ezen változatának fordításán alapul.  Az eredeti cikk szerkesztőit annak laptörténete sorolja fel. Ez a jelzés csupán a megfogalmazás eredetét és a szerzői jogokat jelzi, nem szolgál a cikkben szereplő információk forrásmegjelöléseként.